# Ministerpräsident (Finnland)
Der Ministerpräsident von Finnland (finnisch: Suomen pääministeri, schwedisch: Finlands statsminister) ist der Regierungschef der Republik Finnland und damit der Chef der finnischen Regierung. Amtierender Ministerpräsident ist seit dem 20. Juni 2023 Petteri Orpo.

## Kompetenzen und Befugnisse
Laut Paragraf 66 der finnischen Verfassung von 1999 hat der Ministerpräsident die folgenden Kompetenzen und Befugnisse:
- Leitung der Tätigkeiten des Staatsrates
- sorgt für Abstimmung der Vorbereitung und Beratung der dem Staatsrat obliegenden Angelegenheiten
- Leitung der Beratung der Angelegenheiten in der Plenarsitzung des Staatsrates

## Ernennung und Wahl
Das Parlament wählt den Ministerpräsidenten, den der Präsident der Republik für diese Aufgabe ernennt. Die anderen Minister ernennt der Präsident nach dem Vorschlag des zum Ministerpräsidenten gewählten. Vor der Wahl des Ministerpräsidenten beraten die Parlamentsfraktionen über das Regierungsprogramm und die Zusammensetzung des Staatsrates. Aufgrund der Ergebnisse dieser Beratungen und nach Anhörung des Parlamentspräsidenten teilt der Präsident der Republik dem Parlament den Ministerpräsidentkandidaten mit. Der Kandidat wird zum Ministerpräsidenten gewählt, wenn bei offener Abstimmung im Parlament mehr als die Hälfte der abgegebenen Stimmen seiner Wahl zugestimmt hat. Erhält der Kandidat nicht die erforderliche Mehrheit, wird nach dem gleichen Verfahren ein neuer Ministerpräsidentkandidat aufgestellt. Erhält auch der neue Kandidat nicht mehr als die Hälfte der abgegebenen Stimmen, wird im Parlament die Wahl des Ministerpräsidenten als offene Abstimmung ausgeführt. Gewählt wird dann die Person, die die meisten Stimmen erhalten hat. Bei der Ernennung des Staatsrates und einer bedeutenden Veränderung seiner Zusammensetzung soll das Parlament versammelt sein.

## Stellvertreter
Nach Paragraf 66 der finnischen Verfassung, kann der Ministerpräsident einen Stellvertreter bestimmen, der im Verhinderungsfall die Aufgaben fortführen soll. Sollte auch der Stellvertretende Ministerpräsident verhindert sein, so wird der dienstälteste Minister mit der Wahrnehmung der Amtsgeschäfte beauftragt. Amtierende Stellvertreterin ist Riikka Purra von der Perussuomalaiset.